# Hercules und der flammende Ring
Hercules und der flammende Ring (Originaltitel: Hercules and the Circle of Fire) ist ein US-amerikanischer Fantasyfilm von Doug Lefler aus dem Jahr 1994. Er ist der dritte Teil einer fünfteiligen Filmreihe, der von 1995 bis 1999 die Fernsehserie Hercules folgte.

## Handlung
Nachdem der Halbgott Hercules ein schönes Fräulein aus der Höhle eines Hexers befreien konnte, begibt er sich mit dem dort ergatterten Zaubertrank zu seinem Freund, dem unsterblichen (zweihüfigen) Zentauren Cheiron, den er einst in einem Kampf versehentlich verletzte und dessen ewige Wunde er mit dem Getränk vergeblich zu heilen versucht. Als in der Welt plötzlich die Feuer erlöschen und Kälte einbricht, beschließen Hercules und die daraufhin bei Cheiron um Rat ersuchende Deïaneira, gemeinsam den Gott des Feuers Prometheus aufzusuchen, von dem sie den Grund dafür zu erfahren gedenken.
In dem auf hohen Felsen gelegenen Palast des Titanen angekommen, finden sie Prometheus auf seinem Thron festgefroren vor. Der Vereiste berichtet ihnen, dass Hera die Fackel mit dem ewigen Feuer zum Berge Äthion entführt hat, und erteilt Hercules den Auftrag, sie zurückzuholen, bevor die Menschheit und alles Leben auf Erden durch das Ersterben der Flamme am Eis zugrunde gehen wird. Während ihrer Reise zum Berge Äthion begegnen sie dem Mädchen Phaedra, das ihnen den falschen Weg in die Fänge des Schädel sammelnden Riesen Antaios weist. Im folgenden Kampf gerät Hercules in arge Bedrängnis, da sein Widersacher, nachdem er besiegt wurde, immer wieder vom Tode aufersteht. Dank Deïaneira wird dem Halbgott schließlich klar, dass Antaios seine Kraft von seiner Mutter Gaia aus der Erde schöpft, also hebt er den Riesen in die Luft, zerschüttelt ihn dort und hängt ihn an dessen Trophäenpfahl. Das Ungetüm besiegt habend, ziehen die beiden Reisenden weiter ihres Weges, als ihnen das Mädchen Phaedra erneut erscheint und sie mit List in eine falsche Richtung lockt. Der Tücke des Mädchens erlegen, stellen sie bei der Überquerung einer langen, an einem steilen Fels gebauten Holzbrücke fest, dass diese unterbrochen ist. Doch Hercules meistert auch dieses Hindernis, indem er sich und Deïaneira mit Hilfe eines an der Felswand entlangführenden Seils über den Abgrund hangelt.
In einer Taverne am Fuße des Berges Äthion angelangt, versucht Phaedra abermals Hercules von der Vollendung seiner Aufgabe abzuhalten. Mit Zauberkraft sorgt sie dafür, dass Deïaneira Hercules mit mehreren anderen Frauen im Bett erwischt, woraufhin diese, im Glauben, die sich angebahnte Liebesbeziehung mit Hercules stünde vor dem aus, enttäuscht aus dem Gasthaus heraus in die Nacht davonläuft. Der Halbgott lässt sie jedoch ziehen, setzt seinen Weg zum Berge fort und steigt ihn unbeirrt hinauf. Unterwegs trifft er auf seinen Vater Zeus, der seinem Sohn offenbart, dass Phaedra ihn auf sein Geheiß hin täuschte und ihr Handeln ihm das Leben retten sollte, da die Fackel mit dem ewigen Feuer von Hera mit einem flammenden Ring umschlossen wurde, der auch für Unsterbliche tödlich ist. Hercules, der nicht weiß, ob er sterblich ist oder nicht, tritt das Wagnis dennoch an.
Auf dem Weg zum flammenden Ring findet er die erschöpfte Deïaneira, die ihm hinterhergeeilt war, weil sie durch die Frauen von ihrem Irrtum erfuhr. Zusammen ziehen sie weiter, da stellt sich ihnen Zeus selbst in die Quere, um seinen Sohn von seinem Vorhaben abzubringen. Doch geistige Kräfte, eisiger Sturm, bewegter Fels und geschleuderter Blitz können Hercules nicht aufhalten und so stößt er in die Höhle mit dem Kreis aus Feuern vor. Dort kämpft er sich die Flammen hindurch bis an die Fackel heran, die er dem Berg entrissen mit einem gewaltigen Wurf zurück in den Palast des Feuergottes schleudern kann. Prometheus taut. Die Feuer der Menschen erbrennen. Hercules aber steht kurz davor, den sengenden Flammen zu erliegen. Unfähig seinem im Feuerkreis gefangenen Sohn Hilfe leisten zu können, droht der verzweifelte Götterkönig seiner Gattin mit ewiger Verfolgung, woraufhin diese nachgibt und die Flammen senkt. Wiedererstarkt begibt sich Hercules gemeinsam mit Deïaneira zu seinem Freund Cheiron zurück, der, dank des mitgebrachten Feuer Heras, von seiner Wunde erlöst und zu einem Sterblichen wird.

## Erstausstrahlung
Hercules und der flammende Ring hatte seine Premiere am 31. Oktober 1994 in den Vereinigten Staaten. In Deutschland erschien der Film erstmals am 4. November 1995 im Fernsehen auf dem Sender RTL.

## Synchronisation
| Darsteller   | Rolle     | deutscher Sprecher |
| ------------ | --------- | ------------------ |
| Kevin Sorbo  | Hercules  | Ekkehardt Belle    |
| Tawny Kitaen | Deïaneira | Marion Sawatzki    |

## Nominierung
Hercules und der flammende Ring bekam 1995 eine Saturn-Award-Nominierung als Beste Fernsehpräsentation.

## Kritik
Für das Lexikon des internationalen Films war Hercules und der flammende Ring ein „modernes Fantasy-Abenteuer“ und „(t)riviale Fernsehkost“, die „inszenatorisch wie tricktechnisch äußerst bieder“ ist.